# Aéroport de Golosón
L'aéroport international de Golosón ( espagnol : Aeropuerto Internacional Golosón, code IATA : LCE • code OACI : MHLC) est un aéroport situé du côté ouest de la ville de La Ceiba, dans le département de l'Atlántida, sur la côte nord du Honduras. Il est également connu comme l' aéroport de La Ceiba (Aeropuerto de La Ceiba) et Base aérienne Hector C. Moncada (Base Aérea Hector C. Moncada).

## Situation
'
| \|class=noviewer\|link=]][[Útila]] \|class=noviewer\|link=]][[Guanaja]] \|class=noviewer\|link=]][[Golosón]] \|class=noviewer\|link=]][[Puerto Lempira]] \|class=noviewer\|link=]][[Roatán]] \|class=noviewer\|link=]][[San Pedro Sula]] \|class=noviewer\|link=]][[Tegucigalpa-Toncontín]] \|class=noviewer\|link=]][[Comayagua]] |

Carte statique des aéroports du Honduras.Carte dynamique des aéroports du Honduras.

## Voir également
- Transport au Honduras
- Liste des aéroports du Honduras